# Kazuo Ozaki
Kazuo Ozaki (japonsko 尾崎 加寿夫), japonski nogometaš, * 7. marec 1960.
Za japonsko reprezentanco je odigral 17 uradnih tekem.